# Rambler Peak
Rambler Peak är en bergstopp i Kanada.   Den ligger i provinsen British Columbia, i den sydvästra delen av landet, 3 700 km väster om huvudstaden Ottawa. Toppen på Rambler Peak är 2 092 meter över havet.
Terrängen runt Rambler Peak är huvudsakligen bergig, men söderut är den kuperad.Trakten runt Rambler Peak är nära nog obefolkad, med mindre än två invånare per kvadratkilometer.. Det finns inga samhällen i närheten. 
I omgivningarna runt Rambler Peak växer i huvudsak barrskog.